# Municipio Dzoncauich
Koordinaten: 21° 7′ N, 88° 53′ W
Dzoncauich ist ein Municipio im mexikanischen Bundesstaat Yucatán. Das Gemeindegebiet erstreckt sich über eine Fläche von 133,8 km², beim Zensus 2010 wurden 2772 Einwohner im Municipio gezählt. Verwaltungssitz ist das gleichnamige Dzoncauich.

## Geographie
Das Municipio Dzoncauich liegt im nördlichen Zentrum des Bundesstaates auf unter 100 m Höhe. Es zählt zur Gänze zur physiographischen Provinz der Halbinsel Yucatán, zu deren Subprovinz des yucatekischen Karstes sowie zur hydrographischen Region Yucatán Norte. Mit gut 98 % der Gemeindefläche dominieren der Kalkstein die Geologie des Municipios und der Leptosol als Bodentyp. Gut 71 % des Municipios werden von Weideland eingenommen, etwa ein Viertel ist bewaldet.
Das Municipio Dzoncauich grenzt an die Municipios Temax und Tekal de Venegas.

## Bevölkerung
Beim Zensus 2010 wurden im Municipio 2772 Menschen in 738 Wohneinheiten gezählt. Davon wurden 1472 Personen als Sprecher einer indigenen Sprache registriert, darunter 1465 Sprecher des Mayathan. Gut 20 % der Bevölkerung waren Analphabeten. 1958  Bewohner Dzoncauichs wurden als Erwerbspersonen registriert, wovon gut 71 % Männer bzw. knapp 1 % arbeitslos waren. Gut 22 % der Bevölkerung lebten in extremer Armut.

## Orte
Das Municipio Dzoncauich umfasst drei bewohnte localidades, von denen nur der Hauptort vom INEGI als urban klassifiziert ist.
| Ort        | Einwohner |
| Dzoncauich | 2318      |
| Chacmay    | 0452      |
| Xchay      | 0002      |